# Gustav Hall
Gustav Hall, född 14 mars 1985 i Avesta, är en svensk längdskidåkare som specialiserat sig på sprint och långlopp. Han tävlar för IFK Mora SK. 
Genom sin karriär har han tagit ett antal medaljer inom flera idrotter. Bland annat har han som längdskidåkare en andra plats totalt på Tour de Ski China 2010, SM-brons 2010, 31:a plats på Vasaloppet 2010, JSM Guld 2004 och 2005. Som skidorienterare har han flera svenska mästerskapsmedaljer, JVM-silver och JVM-brons 2005. Dessutom har han en fjärdeplats på SM 2009 som skidskytt. 
Under sin elitsatsning studerar han till Civilingenjör i Samhällsbyggnad.
Hall är sambo med Matilda Bjälkefur.